# Liste des monuments historiques protégés en 1913
Cet article recense les monuments historiques français classés en 1913.

## Protections
| Édifice                                                                                    | Commune                                     | Département             | Région                     | Protection | Base Mérimée                         | Coordonnées                        | Image |
| ------------------------------------------------------------------------------------------ | ------------------------------------------- | ----------------------- | -------------------------- | ---------- | ------------------------------------ | ---------------------------------- | ----- |
| Grotte de Lievrin                                                                          | Brégnier-Cordon                             | Ain                     | Auvergne-Rhône-Alpes       | classé     | « PA00116350 », notice no PA00116350 | 45° 38′ 20″ nord, 5° 37′ 42″ est   |       |
| Camp des Portes                                                                            | Contrevoz                                   | Ain                     | Auvergne-Rhône-Alpes       | classé     | « PA00116384 », notice no PA00116384 | 45° 46′ 56″ nord, 5° 38′ 40″ est   |       |
| Grotte de la Bonne-Femme                                                                   | Murs-et-Gélignieux                          | Ain                     | Auvergne-Rhône-Alpes       | classé     | « PA00116349 », notice no PA00116349 | 45° 38′ 18″ nord, 5° 37′ 55″ est   |       |
| Pierre à bassins de Bagneux                                                                | Parves-et-Nattages                          | Ain                     | Auvergne-Rhône-Alpes       | classé     | « PA00116446 », notice no PA00116446 | 45° 44′ 56″ nord, 5° 43′ 32″ est   |       |
| Pierre à bassins de Rosset                                                                 | Parves-et-Nattages                          | Ain                     | Auvergne-Rhône-Alpes       | classé     | « PA00116447 », notice no PA00116447 | 45° 45′ 00″ nord, 5° 44′ 19″ est   |       |
| Château                                                                                    | Trévoux                                     | Ain                     | Auvergne-Rhône-Alpes       | classé     | « PA00116582 », notice no PA00116582 | 45° 56′ 36″ nord, 4° 46′ 30″ est   |       |
| Église Saint-Martin de Chézy-sur-Marne                                                     | Chézy-sur-Marne                             | Aisne                   | Hauts-de-France            | classé     | « PA00115596 », notice no PA00115596 | 48° 59′ 13″ nord, 3° 22′ 01″ est   |       |
| Église Saint-Médard-et-Saint-Gildard de Lhuys                                              | Lhuys                                       | Aisne                   | Hauts-de-France            | classé     | « PA00115784 », notice no PA00115784 | 49° 16′ 55″ nord, 3° 33′ 22″ est   |       |
| Église Saint-Rémi de Parcy                                                                 | Parcy-et-Tigny                              | Aisne                   | Hauts-de-France            | classé     | « PA00115862 », notice no PA00115862 | 49° 16′ 12″ nord, 3° 19′ 15″ est   |       |
| Église Saint-Brice de Pleine-Selve                                                         | Pleine-Selve                                | Aisne                   | Hauts-de-France            | classé     | « PA00115869 », notice no PA00115869 | 49° 47′ 31″ nord, 3° 31′ 39″ est   |       |
| Abbaye Saint-Jean-des-Vignes                                                               | Soissons                                    | Aisne                   | Hauts-de-France            | classé     | « PA00115938 », notice no PA00115938 | 49° 22′ 32″ nord, 3° 19′ 26″ est   |       |
| Abbaye Notre-Dame                                                                          | Soissons                                    | Aisne                   | Hauts-de-France            | classé     | « PA00115936 », notice no PA00115936 | 49° 22′ 51″ nord, 3° 19′ 43″ est   |       |
| Église Saint-Étienne                                                                       | Ainay-le-Château                            | Allier                  | Auvergne-Rhône-Alpes       | classé     | « PA00092970 », notice no PA00092970 | 46° 42′ 39″ nord, 2° 41′ 25″ est   |       |
| Église Saint-Martin                                                                        | Cérilly                                     | Allier                  | Auvergne-Rhône-Alpes       | classé     | « PA00093033 », notice no PA00093033 | 46° 37′ 08″ nord, 2° 49′ 17″ est   |       |
| Église Saint-Martin                                                                        | Coulandon                                   | Allier                  | Auvergne-Rhône-Alpes       | classé     | « PA00093070 », notice no PA00093070 | 46° 33′ 01″ nord, 3° 15′ 23″ est   |       |
| Tour de l'Horloge                                                                          | Faucon-de-Barcelonnette                     | Alpes-de-Haute-Provence | Provence-Alpes-Côte d'Azur | classé     | « PA00080392 », notice no PA00080392 | 44° 23′ 38″ nord, 6° 40′ 42″ est   |       |
| Cippe en pierre                                                                            | Moustiers-Sainte-Marie                      | Alpes-de-Haute-Provence | Provence-Alpes-Côte d'Azur | classé     | « PA00080437 », notice no PA00080437 | 43° 50′ 52″ nord, 6° 13′ 23″ est   |       |
| Église Notre-Dame-de-l'Assomption                                                          | Moustiers-Sainte-Marie                      | Alpes-de-Haute-Provence | Provence-Alpes-Côte d'Azur | classé     | « PA00080438 », notice no PA00080438 | 43° 50′ 50″ nord, 6° 13′ 20″ est   |       |
| Église Notre-Dame-de-Bethléem                                                              | Noyers-sur-Jabron                           | Alpes-de-Haute-Provence | Provence-Alpes-Côte d'Azur | classé     | « PA00080440 », notice no PA00080440 | 44° 11′ 12″ nord, 5° 49′ 39″ est   |       |
| Fort Carré                                                                                 | Antibes                                     | Alpes-Maritimes         | Provence-Alpes-Côte d'Azur | classé     | « PA00080656 », notice no PA00080656 | 43° 35′ 25″ nord, 7° 07′ 38″ est   |       |
| Fort du mont Alban                                                                         | Nice                                        | Alpes-Maritimes         | Provence-Alpes-Côte d'Azur | classé     | « PA00080795 », notice no PA00080795 | 43° 42′ 05″ nord, 7° 18′ 01″ est   |       |
| Abbaye Saint-Pons                                                                          | Nice                                        | Alpes-Maritimes         | Provence-Alpes-Côte d'Azur | classé     | « PA00080774 », notice no PA00080774 | 43° 43′ 30″ nord, 7° 16′ 59″ est   |       |
| Église de la Madone del Poggio                                                             | Saorge                                      | Alpes-Maritimes         | Provence-Alpes-Côte d'Azur | classé     | « PA00080852 », notice no PA00080852 | 43° 59′ 00″ nord, 7° 33′ 11″ est   |       |
| Colonne commémorative du débarquement de Napoléon                                          | Vallauris                                   | Alpes-Maritimes         | Provence-Alpes-Côte d'Azur | classé     | « PA00080907 », notice no PA00080907 | 43° 34′ 05″ nord, 7° 04′ 20″ est   |       |
| Église Saint-Didier d'Asfeld                                                               | Asfeld                                      | Ardennes                | Grand Est                  | classé     | « PA00078333 », notice no PA00078333 | 49° 28′ 11″ nord, 4° 07′ 05″ est   |       |
| Église Saint-Rémi de Charbogne                                                             | Charbogne                                   | Ardennes                | Grand Est                  | classé     | « PA00078359 », notice no PA00078359 | 49° 30′ 15″ nord, 4° 35′ 36″ est   |       |
| Église Saint-Jean-Baptiste d'Hannappes                                                     | Hannappes                                   | Ardennes                | Grand Est                  | classé     | « PA00078450 », notice no PA00078450 | 49° 49′ 28″ nord, 4° 13′ 51″ est   |       |
| Église Saint-Étienne de Launois-sur-Vence                                                  | Launois-sur-Vence                           | Ardennes                | Grand Est                  | classé     | « PA00078455 », notice no PA00078455 | 49° 39′ 12″ nord, 4° 32′ 09″ est   |       |
| Église Saint-Pierre-aux-Liens d'Olizy                                                      | Olizy-Primat                                | Ardennes                | Grand Est                  | classé     | « PA00078480 », notice no PA00078480 | 49° 20′ 36″ nord, 4° 46′ 28″ est   |       |
| Église Notre-Dame de Renwez                                                                | Renwez                                      | Ardennes                | Grand Est                  | classé     | « PA00078487 », notice no PA00078487 | 49° 50′ 18″ nord, 4° 36′ 08″ est   |       |
| Église Notre-Dame de Savigny-sur-Aisne                                                     | Savigny-sur-Aisne                           | Ardennes                | Grand Est                  | classé     | « PA00078514 », notice no PA00078514 | 49° 21′ 35″ nord, 4° 43′ 31″ est   |       |
| Église Saint-Brice de Tourteron                                                            | Tourteron                                   | Ardennes                | Grand Est                  | classé     | « PA00078535 », notice no PA00078535 | 49° 32′ 27″ nord, 4° 38′ 15″ est   |       |
| Église Saint-Maurille de Vouziers                                                          | Vouziers                                    | Ardennes                | Grand Est                  | classé     | « PA00078545 », notice no PA00078545 | 49° 23′ 51″ nord, 4° 42′ 15″ est   |       |
| Église Saint-Pierre-et-Saint-Paul                                                          | Dampierre                                   | Aube                    | Grand Est                  | classé     | « PA00078097 », notice no PA00078097 | 48° 33′ 04″ nord, 4° 22′ 03″ est   |       |
| Église Saint-Martin                                                                        | Grandville                                  | Aube                    | Grand Est                  | classé     | « PA00078119 », notice no PA00078119 | 48° 35′ 50″ nord, 4° 13′ 53″ est   |       |
| Église Saint-Pierre                                                                        | Pouan-les-Vallées                           | Aube                    | Grand Est                  | classé     | « PA00078189 », notice no PA00078189 | 48° 32′ 35″ nord, 4° 03′ 54″ est   |       |
| Église Saint-Vincent                                                                       | Les Riceys                                  | Aube                    | Grand Est                  | classé     | « PA00078201 », notice no PA00078201 | 47° 59′ 09″ nord, 4° 21′ 55″ est   |       |
| Église Notre-Dame-de-l'Assomption                                                          | Voué                                        | Aube                    | Grand Est                  | classé     | « PA00078316 », notice no PA00078316 | 48° 27′ 29″ nord, 4° 07′ 40″ est   |       |
| Chapelle Saint-Martin de Capendu                                                           | Capendu                                     | Aude                    | Occitanie                  | classé     | « PA00102580 », notice no PA00102580 | 43° 10′ 53″ nord, 2° 33′ 54″ est   |       |
| Croix                                                                                      | Castelnaudary                               | Aude                    | Occitanie                  | classé     | « PA00102627 », notice no PA00102627 | 43° 18′ 53″ nord, 1° 57′ 40″ est   |       |
| Église Sainte-Foy                                                                          | Conques-sur-Orbiel                          | Aude                    | Occitanie                  | classé     | « PA00102657 », notice no PA00102657 | 43° 16′ 08″ nord, 2° 24′ 03″ est   |       |
| Château de Couiza                                                                          | Couiza                                      | Aude                    | Occitanie                  | classé     | « PA00102662 », notice no PA00102662 | 42° 56′ 43″ nord, 2° 15′ 14″ est   |       |
| Croix de cimetière                                                                         | La Digne-d'Aval                             | Aude                    | Occitanie                  | classé     | « PA00102672 », notice no PA00102672 | 43° 02′ 51″ nord, 2° 10′ 47″ est   |       |
| Église Saint-Martin-de-Tours                                                               | Escales                                     | Aude                    | Occitanie                  | classé     | « PA00102676 », notice no PA00102676 | 43° 13′ 27″ nord, 2° 41′ 47″ est   |       |
| Maison des Trois Nourrices                                                                 | Narbonne                                    | Aude                    | Occitanie                  | classé     | « PA00135719 », notice no PA00135719 | 43° 10′ 53″ nord, 3° 00′ 04″ est   |       |
| Église Saint-Sébastien                                                                     | Narbonne                                    | Aude                    | Occitanie                  | classé     | « PA00102806 », notice no PA00102806 | 43° 11′ 10″ nord, 3° 00′ 25″ est   |       |
| Abbatiale Saint-Polycarpe                                                                  | Saint-Polycarpe                             | Aude                    | Occitanie                  | classé     | « PA00102894 », notice no PA00102894 | 43° 02′ 28″ nord, 2° 17′ 24″ est   |       |
| Église Saint-Étienne                                                                       | Villerouge-Termenès                         | Aude                    | Occitanie                  | classé     | « PA00102925 », notice no PA00102925 | 43° 00′ 22″ nord, 2° 37′ 38″ est   |       |
| Porte de ville                                                                             | Mur-de-Barrez                               | Aveyron                 | Occitanie                  | classé     | « PA00094080 », notice no PA00094080 | 44° 50′ 38″ nord, 2° 39′ 37″ est   |       |
| Église Saint-Vigor                                                                         | Authie                                      | Calvados                | Normandie                  | classé     | « PA00111024 », notice no PA00111024 | 49° 12′ 26″ nord, 0° 25′ 56″ ouest |       |
| Église Saint-Pierre                                                                        | Boulon                                      | Calvados                | Normandie                  | classé     | « PA00111110 », notice no PA00111110 | 49° 02′ 50″ nord, 0° 23′ 36″ ouest |       |
| Ancienne église Saint-Nicolas                                                              | Caen                                        | Calvados                | Normandie                  | classé     | « PA00111137 », notice no PA00111137 | 49° 11′ 02″ nord, 0° 22′ 30″ ouest |       |
| Église Saint-Germain                                                                       | Cagny                                       | Calvados                | Normandie                  | classé     | « PA00111195 », notice no PA00111195 | 49° 08′ 51″ nord, 0° 15′ 22″ ouest |       |
| Église Saint-Pierre                                                                        | Ellon                                       | Calvados                | Normandie                  | classé     | « PA00111294 », notice no PA00111294 | 49° 13′ 13″ nord, 0° 40′ 37″ ouest |       |
| Église Saint-Paterne                                                                       | Ernes                                       | Calvados                | Normandie                  | classé     | « PA00111301 », notice no PA00111301 | 49° 01′ 10″ nord, 0° 07′ 41″ ouest |       |
| Église Notre-Dame                                                                          | Fleury-sur-Orne                             | Calvados                | Normandie                  | classé     | « PA00111338 », notice no PA00111338 | 49° 08′ 23″ nord, 0° 23′ 12″ ouest |       |
| Église Saint-Pierre                                                                        | Lion-sur-Mer                                | Calvados                | Normandie                  | classé     | « PA00111470 », notice no PA00111470 | 49° 18′ 01″ nord, 0° 19′ 01″ ouest |       |
| Église Saint-Martin de Parfouru-l'Éclin                                                    | Livry                                       | Calvados                | Normandie                  | classé     | « PA00111500 », notice no PA00111500 | 49° 08′ 04″ nord, 0° 44′ 58″ ouest |       |
| Église Notre-Dame-des-Prés                                                                 | Mondeville                                  | Calvados                | Normandie                  | classé     | « PA00111555 », notice no PA00111555 | 49° 10′ 33″ nord, 0° 18′ 26″ ouest |       |
| Église Saint-Eustache                                                                      | Mosles                                      | Calvados                | Normandie                  | classé     | « PA00111561 », notice no PA00111561 | 49° 18′ 35″ nord, 0° 49′ 14″ ouest |       |
| Église Saint-Clair                                                                         | Mutrécy                                     | Calvados                | Normandie                  | classé     | « PA00111566 », notice no PA00111566 | 49° 03′ 49″ nord, 0° 25′ 13″ ouest |       |
| Église Saint-Pierre                                                                        | Port-en-Bessin-Huppain                      | Calvados                | Normandie                  | classé     | « PA00111620 », notice no PA00111620 | 49° 20′ 30″ nord, 0° 46′ 20″ ouest |       |
| Église Saint-Hymer                                                                         | Saint-Hymer                                 | Calvados                | Normandie                  | classé     | « PA00111679 », notice no PA00111679 | 49° 15′ 12″ nord, 0° 10′ 25″ est   |       |
| Église Saint-Martin                                                                        | Thiéville                                   | Calvados                | Normandie                  | classé     | « PA00111743 », notice no PA00111743 | 49° 02′ 11″ nord, 0° 01′ 35″ ouest |       |
| Église Saint-Martin                                                                        | Ussy                                        | Calvados                | Normandie                  | classé     | « PA00111772 », notice no PA00111772 | 48° 56′ 59″ nord, 0° 16′ 46″ ouest |       |
| Église Saint-André                                                                         | Vierville-sur-Mer                           | Calvados                | Normandie                  | classé     | « PA00111799 », notice no PA00111799 | 49° 22′ 21″ nord, 0° 54′ 18″ ouest |       |
| Église Saint-Laurent                                                                       | Villiers-le-Sec                             | Calvados                | Normandie                  | classé     | « PA00111806 », notice no PA00111806 | 49° 17′ 30″ nord, 0° 33′ 54″ ouest |       |
| Donjon                                                                                     | Vire                                        | Calvados                | Normandie                  | classé     | « PA00111812 », notice no PA00111812 | 48° 50′ 08″ nord, 0° 53′ 31″ ouest |       |
| Château de Barbezieux                                                                      | Barbezieux-Saint-Hilaire                    | Charente                | Nouvelle-Aquitaine         | classé     | « PA00104238 », notice no PA00104238 | 45° 28′ 23″ nord, 0° 09′ 27″ ouest |       |
| Église Saint-Cybard de Porcheresse                                                         | Blanzac-Porcheresse                         | Charente                | Nouvelle-Aquitaine         | classé     | « PA00104250 », notice no PA00104250 | 45° 27′ 10″ nord, 0° 01′ 55″ est   |       |
| Église Saint-Jean-Baptiste de Bourg-Charente                                               | Bourg-Charente                              | Charente                | Nouvelle-Aquitaine         | classé     | « PA00104255 », notice no PA00104255 | 45° 40′ 24″ nord, 0° 13′ 06″ ouest |       |
| Église Sainte-Eulalie de Champniers                                                        | Champniers                                  | Charente                | Nouvelle-Aquitaine         | classé     | « PA00104280 », notice no PA00104280 | 45° 42′ 55″ nord, 0° 12′ 19″ est   |       |
| Église Saint-Marien de Condéon                                                             | Condéon                                     | Charente                | Nouvelle-Aquitaine         | classé     | « PA00104325 », notice no PA00104325 | 45° 24′ 28″ nord, 0° 08′ 16″ ouest |       |
| Église Saint-Martial de Dirac                                                              | Dirac                                       | Charente                | Nouvelle-Aquitaine         | classé     | « PA00104356 », notice no PA00104356 | 45° 36′ 20″ nord, 0° 14′ 56″ est   |       |
| Église Saint-Pierre de Linars                                                              | Linars                                      | Charente                | Nouvelle-Aquitaine         | classé     | « PA00104398 », notice no PA00104398 | 45° 39′ 28″ nord, 0° 05′ 08″ est   |       |
| Église Saint-Hilaire de Nonac                                                              | Nonac                                       | Charente                | Nouvelle-Aquitaine         | classé     | « PA00104447 », notice no PA00104447 | 45° 25′ 14″ nord, 0° 03′ 26″ est   |       |
| Église Saint-Hilaire de Péreuil                                                            | Péreuil                                     | Charente                | Nouvelle-Aquitaine         | classé     | « PA00104452 », notice no PA00104452 | 45° 28′ 53″ nord, 0° 01′ 20″ ouest |       |
| Église Saint-Barthélemy de Raix                                                            | Raix                                        | Charente                | Nouvelle-Aquitaine         | classé     | « PA00104463 », notice no PA00104463 | 46° 00′ 01″ nord, 0° 06′ 45″ est   |       |
| Église Saint-Quentin de Saint-Quentin-de-Chalais                                           | Saint-Quentin-de-Chalais                    | Charente                | Nouvelle-Aquitaine         | classé     | « PA00104509 », notice no PA00104509 | 45° 15′ 28″ nord, 0° 04′ 06″ est   |       |
| Église Notre-Dame d'Aulnay                                                                 | Aulnay                                      | Charente-Maritime       | Nouvelle-Aquitaine         | classé     | « PA00104604 », notice no PA00104604 | 46° 01′ 31″ nord, 0° 20′ 11″ ouest |       |
| Église Saint-Pierre de Bougneau                                                            | Bougneau                                    | Charente-Maritime       | Nouvelle-Aquitaine         | classé     | « PA00104628 », notice no PA00104628 | 45° 35′ 46″ nord, 0° 31′ 05″ ouest |       |
| Église Saint-Pierre de Brie-sous-Matha                                                     | Brie-sous-Matha                             | Charente-Maritime       | Nouvelle-Aquitaine         | classé     | « PA00104635 », notice no PA00104635 | 45° 49′ 08″ nord, 0° 14′ 57″ ouest |       |
| Église Saint-Mesme de Contré                                                               | Contré                                      | Charente-Maritime       | Nouvelle-Aquitaine         | classé     | « PA00104657 », notice no PA00104657 | 46° 00′ 43″ nord, 0° 17′ 03″ ouest |       |
| Château de Crazannes                                                                       | Crazannes                                   | Charente-Maritime       | Nouvelle-Aquitaine         | classé     | « PA00104664 », notice no PA00104664 | 45° 50′ 42″ nord, 0° 41′ 38″ ouest |       |
| Église de la Transfiguration de Cressé                                                     | Cressé                                      | Charente-Maritime       | Nouvelle-Aquitaine         | classé     | « PA00104665 », notice no PA00104665 | 45° 54′ 53″ nord, 0° 13′ 11″ ouest |       |
| Église Notre-Dame de Genouillé                                                             | Genouillé                                   | Charente-Maritime       | Nouvelle-Aquitaine         | classé     | « PA00104698 », notice no PA00104698 | 46° 01′ 20″ nord, 0° 47′ 05″ ouest |       |
| Château de Jonzac                                                                          | Jonzac                                      | Charente-Maritime       | Nouvelle-Aquitaine         | classé     | « PA00104777 », notice no PA00104777 | 45° 26′ 44″ nord, 0° 25′ 52″ ouest |       |
| Église Saint-Martin de Montpellier-de-Médillan                                             | Montpellier-de-Médillan                     | Charente-Maritime       | Nouvelle-Aquitaine         | classé     | « PA00104816 », notice no PA00104816 | 45° 38′ 05″ nord, 0° 44′ 35″ ouest |       |
| Église Saint-Césaire de Saint-Césaire                                                      | Saint-Césaire                               | Charente-Maritime       | Nouvelle-Aquitaine         | classé     | « PA00105162 », notice no PA00105162 | 45° 45′ 13″ nord, 0° 30′ 22″ ouest |       |
| Croix de cimetière de Saint-Dizant-du-Bois                                                 | Saint-Dizant-du-Bois                        | Charente-Maritime       | Nouvelle-Aquitaine         | classé     | « PA00105168 », notice no PA00105168 | 45° 23′ 52″ nord, 0° 34′ 25″ ouest |       |
| Église Saint-Fortunat de Saint-Fort-sur-Gironde                                            | Saint-Fort-sur-Gironde                      | Charente-Maritime       | Nouvelle-Aquitaine         | classé     | « PA00105172 », notice no PA00105172 | 45° 27′ 40″ nord, 0° 43′ 18″ ouest |       |
| Église Saint-Brice de Saint-Mandé-sur-Brédoire                                             | Saint-Mandé-sur-Brédoire                    | Charente-Maritime       | Nouvelle-Aquitaine         | classé     | « PA00105199 », notice no PA00105199 | 46° 01′ 27″ nord, 0° 18′ 10″ ouest |       |
| Église Saint-Pallais de Saint-Palais-de-Phiolin                                            | Saint-Palais-de-Phiolin                     | Charente-Maritime       | Nouvelle-Aquitaine         | classé     | « PA00105212 », notice no PA00105212 | 45° 31′ 01″ nord, 0° 35′ 54″ ouest |       |
| Église Saint-Sulpice de Saint-Sulpice-de-Royan                                             | Saint-Sulpice-de-Royan                      | Charente-Maritime       | Nouvelle-Aquitaine         | classé     | « PA00105244 », notice no PA00105244 | 45° 40′ 20″ nord, 1° 00′ 55″ ouest |       |
| Église Sainte-Lheurine de Sainte-Lheurine                                                  | Sainte-Lheurine                             | Charente-Maritime       | Nouvelle-Aquitaine         | classé     | « PA00105198 », notice no PA00105198 | 45° 31′ 52″ nord, 0° 21′ 54″ ouest |       |
| Abbatiale Saint-Étienne de Vaux-sur-Mer                                                    | Vaux-sur-Mer                                | Charente-Maritime       | Nouvelle-Aquitaine         | classé     | « PA00105295 », notice no PA00105295 | 45° 38′ 44″ nord, 1° 03′ 45″ ouest |       |
| Église Saint-Pierre de Bengy-sur-Craon                                                     | Bengy-sur-Craon                             | Cher                    | Centre-Val de Loire        | classé     | « PA00096648 », notice no PA00096648 | 47° 00′ 01″ nord, 2° 44′ 50″ est   |       |
| Maison de la chanoinesse des Bénédictines de Saint-Laurent                                 | Bourges                                     | Cher                    | Centre-Val de Loire        | classé     | « PA00096692 », notice no PA00096692 | 47° 05′ 11″ nord, 2° 23′ 59″ est   |       |
| Château de Dun-sur-Auron                                                                   | Dun-sur-Auron                               | Cher                    | Centre-Val de Loire        | classé     | « PA00096788 », notice no PA00096788 | 46° 53′ 00″ nord, 2° 34′ 06″ est   |       |
| Église Notre-Dame de Garigny                                                               | Garigny                                     | Cher                    | Centre-Val de Loire        | classé     | « PA00096801 », notice no PA00096801 | 47° 05′ 11″ nord, 2° 53′ 12″ est   |       |
| Église Saint-Roch de Neuilly-en-Dun                                                        | Neuilly-en-Dun                              | Cher                    | Centre-Val de Loire        | classé     | « PA00096854 », notice no PA00096854 | 46° 47′ 58″ nord, 2° 47′ 01″ est   |       |
| Église Sainte-Solange de Sainte-Solange                                                    | Sainte-Solange                              | Cher                    | Centre-Val de Loire        | classé     | « PA00096897 », notice no PA00096897 | 47° 08′ 08″ nord, 2° 33′ 02″ est   |       |
| Beffroi de Sancerre                                                                        | Sancerre                                    | Cher                    | Centre-Val de Loire        | classé     | « PA00096900 », notice no PA00096900 | 47° 19′ 51″ nord, 2° 50′ 19″ est   |       |
| Église Saint-Pierre d'Eyrein                                                               | Eyrein                                      | Corrèze                 | Nouvelle-Aquitaine         | classé     | « PA00099774 », notice no PA00099774 | 45° 20′ 04″ nord, 1° 56′ 51″ est   |       |
| Église Saint-Amant de Saint-Chamant                                                        | Saint-Chamant                               | Corrèze                 | Nouvelle-Aquitaine         | classé     | « PA00099847 », notice no PA00099847 | 45° 07′ 34″ nord, 1° 53′ 51″ est   |       |
| Hôtel Chambellan                                                                           | Dijon                                       | Côte-d'Or               | Bourgogne-Franche-Comté    | classé     | « PA00112289 », notice no PA00112289 | 47° 19′ 20″ nord, 5° 02′ 26″ est   |       |
| Église Saint-Symphorien                                                                    | Nuits-Saint-Georges                         | Côte-d'Or               | Bourgogne-Franche-Comté    | classé     | « PA00112575 », notice no PA00112575 | 47° 08′ 29″ nord, 4° 56′ 39″ est   |       |
| Château de Posanges                                                                        | Posanges                                    | Côte-d'Or               | Bourgogne-Franche-Comté    | classé     | « PA00112593 », notice no PA00112593 | 47° 25′ 06″ nord, 4° 31′ 34″ est   |       |
| Église Saint-Seine                                                                         | Saint-Seine-sur-Vingeanne                   | Côte-d'Or               | Bourgogne-Franche-Comté    | classé     | « PA00112644 », notice no PA00112644 | 47° 31′ 24″ nord, 5° 25′ 47″ est   |       |
| Fontaines du Coq, de la Vierge et des Sept Saints de Bretagne                              | Bulat-Pestivien                             | Côtes-d'Armor           | Bretagne                   | classé     | « PA00089045 », notice no PA00089045 | 48° 25′ 42″ nord, 3° 20′ 02″ ouest |       |
| Chapelle Notre-Dame de l'Isle                                                              | Goudelin                                    | Côtes-d'Armor           | Bretagne                   | classé     | « PA00089169 », notice no PA00089169 | 48° 36′ 33″ nord, 3° 01′ 11″ ouest |       |
| Ancien monastère des religieuses hospitalières, puis ancien hospice, actuel hôtel de ville | Guingamp                                    | Côtes-d'Armor           | Bretagne                   | classé     | « PA00089181 », notice no PA00089181 | 48° 33′ 40″ nord, 3° 08′ 53″ ouest |       |
| Chapelle Saint-Jean                                                                        | Langast                                     | Côtes-d'Armor           | Bretagne                   | classé     | « PA00089244 », notice no PA00089244 | 48° 16′ 57″ nord, 2° 39′ 45″ ouest |       |
| Chapelle du Paradis et calvaire                                                            | Pommerit-le-Vicomte                         | Côtes-d'Armor           | Bretagne                   | classé     | « PA00089536 », notice no PA00089536 | 48° 36′ 21″ nord, 3° 04′ 32″ ouest |       |
| Fontaine de Notre-Dame de la Porte                                                         | Quintin                                     | Côtes-d'Armor           | Bretagne                   | classé     | « PA00089557 », notice no PA00089557 | 48° 24′ 12″ nord, 2° 54′ 33″ ouest |       |
| Église Sainte-Catherine de La Roche-Derrien                                                | La Roche-Derrien                            | Côtes-d'Armor           | Bretagne                   | classé     | « PA00089568 », notice no PA00089568 | 48° 44′ 49″ nord, 3° 15′ 47″ ouest |       |
| Église Notre-Dame du Roncier                                                               | Rostrenen                                   | Côtes-d'Armor           | Bretagne                   | classé     | « PA00089573 », notice no PA00089573 | 48° 14′ 10″ nord, 3° 19′ 04″ ouest |       |
| Chapelle Saint-Antoine                                                                     | Tressignaux                                 | Côtes-d'Armor           | Bretagne                   | classé     | « PA00089736 », notice no PA00089736 | 48° 36′ 21″ nord, 2° 58′ 04″ ouest |       |
| Église Saint-Jean-Baptiste de Bourganeuf                                                   | Bourganeuf                                  | Creuse                  | Nouvelle-Aquitaine         | classé     | « PA00100015 », notice no PA00100015 | 45° 57′ 13″ nord, 1° 45′ 22″ est   |       |
| Église Notre-Dame de Bressuire                                                             | Bressuire                                   | Deux-Sèvres             | Nouvelle-Aquitaine         | classé     | « PA00101201 », notice no PA00101201 | 46° 50′ 27″ nord, 0° 29′ 14″ ouest |       |
| Église Saint-Germain de Magné                                                              | Magné                                       | Deux-Sèvres             | Nouvelle-Aquitaine         | classé     | « PA00101250 », notice no PA00101250 | 46° 18′ 54″ nord, 0° 32′ 35″ ouest |       |
| Hospice de Melle                                                                           | Melle                                       | Deux-Sèvres             | Nouvelle-Aquitaine         | classé     | « PA00101267 », notice no PA00101267 | 46° 13′ 13″ nord, 0° 08′ 47″ ouest |       |
| Église Notre-Dame de Melleran                                                              | Melleran                                    | Deux-Sèvres             | Nouvelle-Aquitaine         | classé     | « PA00101269 », notice no PA00101269 | 46° 07′ 54″ nord, 0° 00′ 09″ est   |       |
| Église Saint-Heray de La Mothe-Saint-Héray                                                 | La Mothe-Saint-Héray                        | Deux-Sèvres             | Nouvelle-Aquitaine         | classé     | « PA00101280 », notice no PA00101280 | 46° 21′ 39″ nord, 0° 06′ 40″ ouest |       |
| Église Saint-Maixent de Pamproux                                                           | Pamproux                                    | Deux-Sèvres             | Nouvelle-Aquitaine         | classé     | « PA00101300 », notice no PA00101300 | 46° 23′ 42″ nord, 0° 03′ 24″ ouest |       |
| Église Saint-Martin de Périgné                                                             | Périgné                                     | Deux-Sèvres             | Nouvelle-Aquitaine         | classé     | « PA00101317 », notice no PA00101317 | 46° 11′ 13″ nord, 0° 15′ 19″ ouest |       |
| Église Notre-Dame de La Peyratte                                                           | La Peyratte                                 | Deux-Sèvres             | Nouvelle-Aquitaine         | classé     | « PA00101321 », notice no PA00101321 | 46° 40′ 33″ nord, 0° 08′ 54″ ouest |       |
| Église Sainte-Marie                                                                        | Bourg-des-Maisons                           | Dordogne                | Nouvelle-Aquitaine         | classé     | « PA00082397 », notice no PA00082397 | 45° 20′ 19″ nord, 0° 26′ 07″ est   |       |
| Église Saint-Martin                                                                        | Cherval                                     | Dordogne                | Nouvelle-Aquitaine         | classé     | « PA00082488 », notice no PA00082488 | 45° 23′ 42″ nord, 0° 22′ 29″ est   |       |
| Abri du Poisson et abri Lartet                                                             | Les Eyzies-de-Tayac-Sireuil                 | Dordogne                | Nouvelle-Aquitaine         | classé     | « PA00082534 », notice no PA00082534 | 44° 56′ 38″ nord, 0° 59′ 54″ est   |       |
| Église Sainte-Magdeleine                                                                   | Larzac                                      | Dordogne                | Nouvelle-Aquitaine         | classé     | « PA00082609 », notice no PA00082609 | 44° 44′ 51″ nord, 1° 00′ 26″ est   |       |
| Église Saint-Pierre-ès-Liens                                                               | Montcaret                                   | Dordogne                | Nouvelle-Aquitaine         | classé     | « PA00082686 », notice no PA00082686 | 44° 51′ 33″ nord, 0° 06′ 23″ est   |       |
| Église Saint-Nicolas                                                                       | Trémolat                                    | Dordogne                | Nouvelle-Aquitaine         | classé     | « PA00083030 », notice no PA00083030 | 44° 52′ 33″ nord, 0° 49′ 52″ est   |       |
| Église Saint-Étienne de Boussières                                                         | Boussières                                  | Doubs                   | Bourgogne-Franche-Comté    | classé     | « PA00101618 », notice no PA00101618 | 47° 09′ 30″ nord, 5° 54′ 08″ est   |       |
| Petit Séminaire de Consolation                                                             | Consolation-Maisonnettes                    | Doubs                   | Bourgogne-Franche-Comté    | classé     | « PA00101631 », notice no PA00101631 | 47° 09′ 29″ nord, 6° 36′ 23″ est   |       |
| Croix de chemin de Domprel                                                                 | Domprel                                     | Doubs                   | Bourgogne-Franche-Comté    | classé     | « PA00101638 », notice no PA00101638 | 47° 12′ 07″ nord, 6° 28′ 29″ est   |       |
| Chapelle des Annonciades de Pontarlier                                                     | Pontarlier                                  | Doubs                   | Bourgogne-Franche-Comté    | classé     | « PA00101707 », notice no PA00101707 | 46° 54′ 14″ nord, 6° 21′ 16″ est   |       |
| Cathédrale Saint-Spire                                                                     | Corbeil-Essonnes                            | Essonne                 | Île-de-France              | classé     | « PA00087863 », notice no PA00087863 | 48° 36′ 43″ nord, 2° 28′ 58″ est   |       |
| Église Saint-Denis de Wissous                                                              | Wissous                                     | Essonne                 | Île-de-France              | classé     | « PA00088047 », notice no PA00088047 | 48° 43′ 52″ nord, 2° 19′ 38″ est   |       |
| Église Saint-Pierre d'Aizier                                                               | Aizier                                      | Eure                    | Normandie                  | classé     | « PA00099296 », notice no PA00099296 | 49° 25′ 51″ nord, 0° 37′ 35″ est   |       |
| Église Saint-Jean-Baptiste de Dangu                                                        | Dangu                                       | Eure                    | Normandie                  | classé     | « PA00099387 », notice no PA00099387 | 49° 15′ 02″ nord, 1° 41′ 55″ est   |       |
| Collégiale Notre-Dame d'Écouis                                                             | Écouis                                      | Eure                    | Normandie                  | classé     | « PA00099395 », notice no PA00099395 | 49° 18′ 39″ nord, 1° 25′ 57″ est   |       |
| Église Saint-Georges de La Ferrière-sur-Risle                                              | La Ferrière-sur-Risle                       | Eure                    | Normandie                  | classé     | « PA00099412 », notice no PA00099412 | 48° 58′ 40″ nord, 0° 47′ 08″ est   |       |
| Église Saint-Michel de Vitotel                                                             | Vitot                                       | Eure                    | Normandie                  | classé     | « PA00099628 », notice no PA00099628 | 49° 09′ 54″ nord, 0° 52′ 53″ est   |       |
| Église Saint-Nicolas de Brezolles                                                          | Brezolles                                   | Eure-et-Loir            | Centre-Val de Loire        | classé     | « PA00096983 », notice no PA00096983 | 48° 41′ 31″ nord, 1° 04′ 17″ est   |       |
| Tour de l'Épaule                                                                           | Gallardon                                   | Eure-et-Loir            | Centre-Val de Loire        | classé     | « PA00097119 », notice no PA00097119 | 48° 31′ 35″ nord, 1° 41′ 15″ est   |       |
| Église Saint-Cyr-et-Sainte-Julitte                                                         | Jouy                                        | Eure-et-Loir            | Centre-Val de Loire        | classé     | « PA00097128 », notice no PA00097128 | 48° 30′ 43″ nord, 1° 33′ 05″ est   |       |
| Église Saint-Orien                                                                         | Meslay-le-Grenet                            | Eure-et-Loir            | Centre-Val de Loire        | classé     | « PA00097150 », notice no PA00097150 | 48° 22′ 03″ nord, 1° 22′ 51″ est   |       |
| Église Saint-Lubin                                                                         | Saint-Lubin-des-Joncherets                  | Eure-et-Loir            | Centre-Val de Loire        | classé     | « PA00097199 », notice no PA00097199 | 48° 46′ 03″ nord, 1° 12′ 02″ est   |       |
| Ville close de Concarneau                                                                  | Concarneau                                  | Finistère               | Bretagne                   | classé     | « PA00089895 », notice no PA00089895 | 47° 52′ 21″ nord, 3° 54′ 50″ ouest |       |
| Cromlech de Kermorvan                                                                      | Le Conquet                                  | Finistère               | Bretagne                   | classé     | « PA00089896 », notice no PA00089896 | 48° 21′ 50″ nord, 4° 46′ 53″ ouest |       |
| Grotte et rocher de Roc'h-Toul                                                             | Guiclan                                     | Finistère               | Bretagne                   | classé     | « PA00089988 », notice no PA00089988 | 48° 30′ 19″ nord, 3° 58′ 24″ ouest |       |
| Église Saint-Maudez d'Henvic                                                               | Henvic                                      | Finistère               | Bretagne                   | classé     | « PA00090003 », notice no PA00090003 | 48° 37′ 59″ nord, 3° 55′ 40″ ouest |       |
| Chapelle Saint-Jean-Balanant de Plouvien                                                   | Plouvien                                    | Finistère               | Bretagne                   | classé     | « PA00090271 », notice no PA00090271 | 48° 32′ 06″ nord, 4° 25′ 42″ ouest |       |
| Église Notre-Dame de Croaz Batz                                                            | Roscoff                                     | Finistère               | Bretagne                   | classé     | « PA00090402 », notice no PA00090402 | 48° 43′ 35″ nord, 3° 59′ 09″ ouest |       |
| Vasque de Keilinsky                                                                        | Saint-Pol-de-Léon                           | Finistère               | Bretagne                   | classé     | « PA00090433 », notice no PA00090433 | 48° 40′ 57″ nord, 3° 59′ 12″ ouest |       |
| Sépultures néolithiques de Cante-Perdrix                                                   | Calvisson                                   | Gard                    | Occitanie                  | classé     | « PA00103031 », notice no PA00103031 | 43° 47′ 03″ nord, 4° 10′ 26″ est   |       |
| Château de Fourques                                                                        | Fourques                                    | Gard                    | Occitanie                  | classé     | « PA00103054 », notice no PA00103054 | 43° 41′ 39″ nord, 4° 36′ 44″ est   |       |
| Enceinte préhistorique des Castels                                                         | Nages-et-Solorgues                          | Gard                    | Occitanie                  | classé     | « PA00103088 », notice no PA00103088 |                                    |       |
| Église Saint-Martin de Castres-Gironde                                                     | Castres-Gironde                             | Gironde                 | Nouvelle-Aquitaine         | classé     | « PA00083515 », notice no PA00083515 | 44° 41′ 53″ nord, 0° 26′ 41″ ouest |       |
| Église Saint-Martin de Cérons                                                              | Cérons                                      | Gironde                 | Nouvelle-Aquitaine         | classé     | « PA00083516 », notice no PA00083516 | 44° 38′ 07″ nord, 0° 19′ 59″ ouest |       |
| Tour de l'Honneur                                                                          | Lesparre-Médoc                              | Gironde                 | Nouvelle-Aquitaine         | classé     | « PA00083592 », notice no PA00083592 | 45° 18′ 26″ nord, 0° 56′ 36″ ouest |       |
| Ancien hôtel de ville de La Réole                                                          | Réole (La)                                  | Gironde                 | Nouvelle-Aquitaine         | classé     | « PA00083697 », notice no PA00083697 | 44° 34′ 58″ nord, 0° 02′ 21″ ouest |       |
| Maison Brief-Faller                                                                        | Kaysersberg                                 | Haut-Rhin               | Grand Est                  | classé     | « PA00085488 », notice no PA00085488 | 48° 08′ 23″ nord, 7° 15′ 37″ est   |       |
| Croix de carrefour de Saint-Martory                                                        | Saint-Martory                               | Haute-Garonne           | Occitanie                  | classé     | « PA00094467 », notice no PA00094467 | 43° 08′ 29″ nord, 0° 55′ 49″ est   |       |
| Église Saint-Félix de Landos                                                               | Landos                                      | Haute-Loire             | Auvergne-Rhône-Alpes       | classé     | « PA00092681 », notice no PA00092681 | 44° 50′ 39″ nord, 3° 49′ 53″ est   |       |
| Chapelle de Chalencon                                                                      | Saint-André-de-Chalencon                    | Haute-Loire             | Auvergne-Rhône-Alpes       | classé     | « PA00092824 », notice no PA00092824 | 45° 17′ 02″ nord, 3° 59′ 00″ est   |       |
| Pont du Diable                                                                             | Saint-André-de-Chalencon                    | Haute-Loire             | Auvergne-Rhône-Alpes       | classé     | « PA00092827 », notice no PA00092827 | 45° 17′ 00″ nord, 3° 59′ 05″ est   |       |
| Château de Chalencon                                                                       | Saint-André-de-Chalencon                    | Haute-Loire             | Auvergne-Rhône-Alpes       | classé     | « PA00092825 », notice no PA00092825 | 45° 17′ 02″ nord, 3° 59′ 00″ est   |       |
| Église Saint-Haon de Saint-Haon                                                            | Saint-Haon                                  | Haute-Loire             | Auvergne-Rhône-Alpes       | classé     | « PA00092850 », notice no PA00092850 | 44° 50′ 48″ nord, 3° 45′ 29″ est   |       |
| Église Saint-Symphorien de Pouilly-en-Bassigny                                             | Le Châtelet-sur-Meuse                       | Haute-Marne             | Grand Est                  | classé     | « PA00079005 », notice no PA00079005 | 47° 58′ 57″ nord, 5° 37′ 39″ est   |       |
| Église Saint-Thibaut de Clefmont                                                           | Clefmont                                    | Haute-Marne             | Grand Est                  | classé     | « PA00079031 », notice no PA00079031 | 48° 05′ 47″ nord, 5° 30′ 48″ est   |       |
| Église Notre-Dame-de-l'Assomption de Colombey-les-Deux-Églises                             | Colombey les Deux Églises                   | Haute-Marne             | Grand Est                  | classé     | « PA00079039 », notice no PA00079039 | 48° 13′ 20″ nord, 4° 53′ 07″ est   |       |
| Tour de Navarre                                                                            | Langres                                     | Haute-Marne             | Grand Est                  | classé     | « PA00079129 », notice no PA00079129 | 47° 51′ 37″ nord, 5° 19′ 42″ est   |       |
| Tour du Marché                                                                             | Langres                                     | Haute-Marne             | Grand Est                  | classé     | « PA00079128 », notice no PA00079128 | 47° 52′ 02″ nord, 5° 19′ 50″ est   |       |
| Arc de triomphe                                                                            | Langres                                     | Haute-Marne             | Grand Est                  | classé     | « PA00079087 », notice no PA00079087 | 47° 51′ 55″ nord, 5° 19′ 49″ est   |       |
| Église de la Nativité-de-la-Vierge de Poulangy                                             | Poulangy                                    | Haute-Marne             | Grand Est                  | classé     | « PA00079190 », notice no PA00079190 | 48° 02′ 33″ nord, 5° 15′ 17″ est   |       |
| Église Saint-Piat de Prauthoy                                                              | Prauthoy                                    | Haute-Marne             | Grand Est                  | classé     | « PA00078999 », notice no PA00078999 | 47° 40′ 41″ nord, 5° 17′ 40″ est   |       |
| Église Saint-Pierre-ès-Liens d'Arbot                                                       | Arbot                                       | Haute-Marne             | Grand Est                  | classé     | « PA00079216 », notice no PA00079216 | 47° 50′ 58″ nord, 5° 00′ 36″ est   |       |
| Église Saint-Remi de Beaujeu                                                               | Beaujeu-Saint-Vallier-Pierrejux-et-Quitteur | Haute-Saône             | Bourgogne-Franche-Comté    | classé     | « PA00102117 », notice no PA00102117 | 47° 30′ 23″ nord, 5° 40′ 33″ est   |       |
| Croix de village de Faverney                                                               | Faverney                                    | Haute-Saône             | Bourgogne-Franche-Comté    | classé     | « PA00102158 », notice no PA00102158 | 47° 46′ 04″ nord, 6° 06′ 17″ est   |       |
| Château d'Héricourt                                                                        | Héricourt                                   | Haute-Saône             | Bourgogne-Franche-Comté    | classé     | « PA00102193 », notice no PA00102193 | 47° 34′ 37″ nord, 6° 45′ 28″ est   |       |
| Croix de chemin de Montigny-lès-Vesoul                                                     | Montigny-lès-Vesoul                         | Haute-Saône             | Bourgogne-Franche-Comté    | classé     | « PA00102232 », notice no PA00102232 | 47° 38′ 19″ nord, 6° 04′ 13″ est   |       |
| Croix de 1592 de Montigny-lès-Vesoul                                                       | Montigny-lès-Vesoul                         | Haute-Saône             | Bourgogne-Franche-Comté    | classé     | « PA00102231 », notice no PA00102231 | 47° 38′ 16″ nord, 6° 04′ 18″ est   |       |
| Église Saint-Apollinaire de L'Argentière-la-Bessée                                         | L'Argentière-la-Bessée                      | Hautes-Alpes            | Provence-Alpes-Côte d'Azur | classé     | « PA00080519 », notice no PA00080519 | 44° 47′ 10″ nord, 6° 33′ 00″ est   |       |
| Église Notre-Dame-de-l'Assomption du Monêtier-les-Bains                                    | Le Monêtier-les-Bains                       | Hautes-Alpes            | Provence-Alpes-Côte d'Azur | classé     | « PA00080584 », notice no PA00080584 | 44° 58′ 35″ nord, 6° 30′ 27″ est   |       |
| Église Saint-Laurent de La Roche-de-Rame                                                   | La Roche-de-Rame                            | Hautes-Alpes            | Provence-Alpes-Côte d'Azur | classé     | « PA00080602 », notice no PA00080602 | 44° 44′ 56″ nord, 6° 34′ 50″ est   |       |
| Église Saint-Étienne de Vallouise                                                          | Vallouise                                   | Hautes-Alpes            | Provence-Alpes-Côte d'Azur | classé     | « PA00080633 », notice no PA00080633 | 44° 50′ 47″ nord, 6° 29′ 16″ est   |       |
| Église Saint-Laurent des Vigneaux                                                          | Les Vigneaux                                | Hautes-Alpes            | Provence-Alpes-Côte d'Azur | classé     | « PA00080636 », notice no PA00080636 | 44° 49′ 29″ nord, 6° 32′ 31″ est   |       |
| Temple de l'Amour                                                                          | Neuilly-sur-Seine                           | Hauts-de-Seine          | Île-de-France              | classé     | « PA00088132 », notice no PA00088132 | 48° 53′ 21″ nord, 2° 15′ 29″ est   |       |
| Église Saint-Gervais de Caux                                                               | Caux                                        | Hérault                 | Occitanie                  | classé     | « PA00103415 », notice no PA00103415 | 43° 30′ 25″ nord, 3° 22′ 07″ est   |       |
| Église Sainte-Eulalie de Cruzy                                                             | Cruzy                                       | Hérault                 | Occitanie                  | classé     | « PA00103446 », notice no PA00103446 | 43° 21′ 21″ nord, 2° 56′ 26″ est   |       |
| Église Saint-Laurent de Lattes                                                             | Lattes                                      | Hérault                 | Occitanie                  | classé     | « PA00103471 », notice no PA00103471 | 43° 34′ 04″ nord, 3° 54′ 09″ est   |       |
| Tour Nichot                                                                                | Fougères                                    | Ille-et-Vilaine         | Bretagne                   | classé     | « PA00090576 », notice no PA00090576 | 48° 21′ 16″ nord, 1° 12′ 26″ ouest |       |
| Tour Duguesclin                                                                            | Grand-Fougeray                              | Ille-et-Vilaine         | Bretagne                   | classé     | « PA00090585 », notice no PA00090585 | 47° 43′ 25″ nord, 1° 43′ 38″ ouest |       |
| Basilique Notre-Dame                                                                       | La Guerche-de-Bretagne                      | Ille-et-Vilaine         | Bretagne                   | classé     | « PA00090587 », notice no PA00090587 | 47° 56′ 32″ nord, 1° 13′ 43″ ouest |       |
| Croix de cimetière                                                                         | La Nouaye                                   | Ille-et-Vilaine         | Bretagne                   | classé     | « PA00090642 », notice no PA00090642 | 48° 09′ 43″ nord, 1° 58′ 47″ ouest |       |
| Vieille église de Saint-Lunaire                                                            | Saint-Lunaire                               | Ille-et-Vilaine         | Bretagne                   | classé     | « PA00090796 », notice no PA00090796 | 48° 38′ 06″ nord, 2° 06′ 28″ ouest |       |
| Château                                                                                    | Saint-Malo                                  | Ille-et-Vilaine         | Bretagne                   | classé     | « PA00090801 », notice no PA00090801 | 48° 39′ 05″ nord, 2° 01′ 22″ ouest |       |
| Fort National                                                                              | Saint-Malo                                  | Ille-et-Vilaine         | Bretagne                   | classé     | « PA00090810 », notice no PA00090810 | 48° 39′ 17″ nord, 2° 01′ 24″ ouest |       |
| Église Saint-Pierre                                                                        | Saint-Pierre-de-Plesguen                    | Ille-et-Vilaine         | Bretagne                   | classé     | « PA00090879 », notice no PA00090879 | 48° 26′ 51″ nord, 1° 54′ 48″ ouest |       |
| Église Saint-Gaultier de Saint-Gaultier                                                    | Saint-Gaultier                              | Indre                   | Centre-Val de Loire        | classé     | « PA00097451 », notice no PA00097451 | 46° 38′ 05″ nord, 1° 25′ 22″ est   |       |
| Église Saint-Maurice                                                                       | Chinon                                      | Indre-et-Loire          | Centre-Val de Loire        | classé     | « PA00097666 », notice no PA00097666 | 47° 10′ 01″ nord, 0° 14′ 10″ est   |       |
| Église Saint-Léger du Vieux-Bourg                                                          | Cravant-les-Côteaux                         | Indre-et-Loire          | Centre-Val de Loire        | classé     | « PA00097718 », notice no PA00097718 | 47° 09′ 59″ nord, 0° 20′ 59″ est   |       |
| Église Saint-Maurice d'Huismes                                                             | Huismes                                     | Indre-et-Loire          | Centre-Val de Loire        | classé     | « PA00097778 », notice no PA00097778 | 47° 13′ 57″ nord, 0° 15′ 07″ est   |       |
| Église Saint-Épain de Saint-Épain                                                          | Saint-Épain                                 | Indre-et-Loire          | Centre-Val de Loire        | classé     | « PA00098074 », notice no PA00098074 | 47° 08′ 38″ nord, 0° 32′ 10″ est   |       |
| Château de Tours                                                                           | Tours                                       | Indre-et-Loire          | Centre-Val de Loire        | classé     | « PA00098260 », notice no PA00098260 | 47° 23′ 50″ nord, 0° 41′ 37″ est   |       |
| Prieuré de Salaise-sur-Sanne                                                               | Salaise-sur-Sanne                           | Isère                   | Auvergne-Rhône-Alpes       | classé     | « PA00117278 », notice no PA00117278 | 45° 21′ 00″ nord, 4° 49′ 02″ est   |       |
| Église Saint-Just d'Arbois                                                                 | Arbois                                      | Jura                    | Bourgogne-Franche-Comté    | classé     | « PA00101801 », notice no PA00101801 | 46° 54′ 08″ nord, 5° 46′ 18″ est   |       |
| Couvent des Cordeliers                                                                     | Dole                                        | Jura                    | Bourgogne-Franche-Comté    | classé     | « PA00101844 », notice no PA00101844 | 47° 05′ 26″ nord, 5° 29′ 30″ est   |       |
| Abbaye de Gigny                                                                            | Gigny                                       | Jura                    | Bourgogne-Franche-Comté    | classé     | « PA00101884 », notice no PA00101884 | 46° 27′ 05″ nord, 5° 27′ 43″ est   |       |
| Camp préhistorique du Mont-Guérin                                                          | Montmirey-la-Ville                          | Jura                    | Bourgogne-Franche-Comté    | classé     | « PA00101962 », notice no PA00101962 | 47° 12′ 26″ nord, 5° 31′ 03″ est   |       |
| Église Notre-Dame de l’Assomption d'Orgelet                                                | Orgelet                                     | Jura                    | Bourgogne-Franche-Comté    | classé     | « PA00101982 », notice no PA00101982 | 46° 31′ 17″ nord, 5° 36′ 40″ est   |       |
| Église Sainte-Marie de Saint-Hymetière                                                     | Saint-Hymetière                             | Jura                    | Bourgogne-Franche-Comté    | classé     | « PA00102015 », notice no PA00102015 | 46° 21′ 37″ nord, 5° 33′ 18″ est   |       |
| Remparts de Mennetou-sur-Cher                                                              | Mennetou-sur-Cher                           | Loir-et-Cher            | Centre-Val de Loire        | classé     | « PA00098483 », notice no PA00098483 | 47° 16′ 09″ nord, 1° 51′ 57″ est   |       |
| Église Saint-Sylvain de Noyers-sur-Cher                                                    | Noyers-sur-Cher                             | Loir-et-Cher            | Centre-Val de Loire        | classé     | « PA00098537 », notice no PA00098537 | 47° 16′ 32″ nord, 1° 24′ 05″ est   |       |
| Chancellerie                                                                               | Romorantin-Lanthenay                        | Loir-et-Cher            | Centre-Val de Loire        | classé     | « PA00098557 », notice no PA00098557 | 47° 21′ 31″ nord, 1° 44′ 44″ est   |       |
| Tour Saint-Martin                                                                          | Vendôme                                     | Loir-et-Cher            | Centre-Val de Loire        | classé     | « PA00098648 », notice no PA00098648 | 47° 47′ 30″ nord, 1° 04′ 00″ est   |       |
| Château Brûlé                                                                              | Villerest                                   | Loire                   | Auvergne-Rhône-Alpes       | classé     | « PA00117680 », notice no PA00117680 | 45° 58′ 50″ nord, 4° 00′ 42″ est   |       |
| Château de Goulaine                                                                        | Haute-Goulaine                              | Loire-Atlantique        | Pays de la Loire           | classé     | « PA00108627 », notice no PA00108627 | 47° 12′ 15″ nord, 1° 24′ 10″ ouest |       |
| Lanterne des morts                                                                         | Les Moutiers-en-Retz                        | Loire-Atlantique        | Pays de la Loire           | classé     | « PA00108649 », notice no PA00108649 | 47° 03′ 46″ nord, 2° 00′ 02″ ouest |       |
| Chapelle de Prigny                                                                         | Les Moutiers-en-Retz                        | Loire-Atlantique        | Pays de la Loire           | classé     | « PA00108648 », notice no PA00108648 | 47° 03′ 58″ nord, 1° 58′ 51″ ouest |       |
| Tour Saint-Firmin                                                                          | Beaugency                                   | Loiret                  | Centre-Val de Loire        | classé     | « PA00098702 », notice no PA00098702 | 47° 46′ 36″ nord, 1° 37′ 56″ est   |       |
| Église Saint-Loup de Bromeilles                                                            | Bromeilles                                  | Loiret                  | Centre-Val de Loire        | classé     | « PA00098725 », notice no PA00098725 | 48° 11′ 10″ nord, 2° 29′ 46″ est   |       |
| Campo Santo                                                                                | Orléans                                     | Loiret                  | Centre-Val de Loire        | classé     | « PA00098839 », notice no PA00098839 | 47° 54′ 12″ nord, 1° 54′ 39″ est   |       |
| Église Saint-Geniès d'Aynac                                                                | Aynac                                       | Lot                     | Occitanie                  | classé     | « PA00094976 », notice no PA00094976 | 44° 47′ 03″ nord, 1° 51′ 07″ est   |       |
| Église Saint-Sixte de Lamothe-Fénelon                                                      | Lamothe-Fénelon                             | Lot                     | Occitanie                  | classé     | « PA00095122 », notice no PA00095122 | 44° 50′ 07″ nord, 1° 24′ 50″ est   |       |
| Église Saint-Pierre-ès-Liens de Gluges                                                     | Martel                                      | Lot                     | Occitanie                  | classé     | « PA00095159 », notice no PA00095159 | 44° 54′ 41″ nord, 1° 37′ 46″ est   |       |
| Collégiale Saint-Louis du château de Castelnau-de-Bretenoux                                | Prudhomat                                   | Lot                     | Occitanie                  | classé     | « PA00095187 », notice no PA00095187 | 44° 53′ 59″ nord, 1° 49′ 37″ est   |       |
| Église Saint-Jean-Baptiste de Saint-Jean-Lespinasse                                        | Saint-Jean-Lespinasse                       | Lot                     | Occitanie                  | classé     | « PA00095242 », notice no PA00095242 | 44° 51′ 51″ nord, 1° 51′ 36″ est   |       |
| Église Saint-Jacques-le-Majeur de Salviac                                                  | Salviac                                     | Lot                     | Occitanie                  | classé     | « PA00095256 », notice no PA00095256 | 44° 40′ 52″ nord, 1° 15′ 57″ est   |       |
| Église Saint-Roch de Thédirac                                                              | Thédirac                                    | Lot                     | Occitanie                  | classé     | « PA00095270 », notice no PA00095270 | 44° 36′ 04″ nord, 1° 19′ 01″ est   |       |
| Église Saint-Martin de Vayrac                                                              | Vayrac                                      | Lot                     | Occitanie                  | classé     | « PA00095279 », notice no PA00095279 | 44° 57′ 10″ nord, 1° 42′ 13″ est   |       |
| Église Notre-Dame de Velles                                                                | Vers                                        | Lot                     | Occitanie                  | classé     | « PA00095281 », notice no PA00095281 | 44° 28′ 39″ nord, 1° 32′ 56″ est   |       |
| Maison du Sénéchal                                                                         | Agen                                        | Lot-et-Garonne          | Nouvelle-Aquitaine         | classé     | « PA00084051 », notice no PA00084051 | 44° 12′ 20″ nord, 0° 37′ 01″ est   |       |
| Château d'Angers                                                                           | Angers                                      | Maine-et-Loire          | Pays de la Loire           | classé     | « PA00108871 », notice no PA00108871 | 47° 28′ nord, 0° 34′ ouest         |       |
| Église Saint-Genulf du Thoureil                                                            | Gennes-Val-de-Loire                         | Maine-et-Loire          | Pays de la Loire           | classé     | « PA00109373 », notice no PA00109373 | 47° 22′ 17″ nord, 0° 15′ 56″ ouest |       |
| Citadelle de Longwy                                                                        | Longwy                                      | Meurthe-et-Moselle      | Grand Est                  | classé     | « PA00106075 », notice no PA00106075 | 49° 31′ 21″ nord, 5° 45′ 47″ est   |       |
| Porte de la Craffe                                                                         | Nancy                                       | Meurthe-et-Moselle      | Grand Est                  | classé     | « PA00106313 », notice no PA00106313 | 48° 41′ 56″ nord, 6° 10′ 40″ est   |       |
| Église Saint-Rémy de Nettancourt                                                           | Nettancourt                                 | Meuse                   | Grand Est                  | classé     | « PA00106598 », notice no PA00106598 | 48° 52′ 27″ nord, 4° 56′ 20″ est   |       |
| Maison du Roi                                                                              | Saint-Mihiel                                | Meuse                   | Grand Est                  | classé     | « PA00106624 », notice no PA00106624 | 48° 53′ 28″ nord, 5° 32′ 27″ est   |       |
| Tumulus de Mané-Becker-Noz                                                                 | Saint-Pierre-Quiberon                       | Morbihan                | Bretagne                   | classé     | « PA00091713 », notice no PA00091713 | 47° 30′ 46″ nord, 3° 08′ 25″ ouest |       |
| Château-Gaillard et pierre de justice                                                      | Vannes                                      | Morbihan                | Bretagne                   | classé     | « PA00091785 », notice no PA00091785 | 47° 39′ 25″ nord, 2° 45′ 29″ ouest |       |
| Chapelle des Oratoriens                                                                    | Nevers                                      | Nièvre                  | Bourgogne-Franche-Comté    | classé     | « PA00112938 », notice no PA00112938 | 46° 59′ 16″ nord, 3° 09′ 39″ est   |       |
| Palais de justice                                                                          | Nevers                                      | Nièvre                  | Bourgogne-Franche-Comté    | classé     | « PA00112944 », notice no PA00112944 | 46° 59′ 12″ nord, 3° 09′ 27″ est   |       |
| Église Saint-Martin de Surgy                                                               | Surgy                                       | Nièvre                  | Bourgogne-Franche-Comté    | classé     | « PA00113029 », notice no PA00113029 | 47° 30′ 30″ nord, 3° 30′ 49″ est   |       |
| Collégiale Saint-Nicolas d'Avesnes-sur-Helpe                                               | Avesnes-sur-Helpe                           | Nord                    | Hauts-de-France            | classé     | « PA00107353 », notice no PA00107353 | 50° 07′ 19″ nord, 3° 55′ 57″ est   |       |
| Église Saint-Erasme de Sercus                                                              | Sercus                                      | Nord                    | Hauts-de-France            | classé     | « PA00107816 », notice no PA00107816 | 50° 42′ 22″ nord, 2° 27′ 22″ est   |       |
| Église Saint-Victor d'Autrêches                                                            | Autrêches                                   | Oise                    | Hauts-de-France            | classé     | « PA00114487 », notice no PA00114487 | 49° 26′ 37″ nord, 3° 07′ 35″ est   |       |
| Église Notre-Dame de Marissel                                                              | Beauvais                                    | Oise                    | Hauts-de-France            | classé     | « PA00114506 », notice no PA00114506 | 49° 25′ 48″ nord, 2° 06′ 24″ est   |       |
| Église Saint-Pierre de Béthisy-Saint-Pierre                                                | Béthisy-Saint-Pierre                        | Oise                    | Hauts-de-France            | classé     | « PA00114529 », notice no PA00114529 | 49° 18′ 11″ nord, 2° 48′ 40″ est   |       |
| Église Saint-Martin de Bonneuil-en-Valois                                                  | Bonneuil-en-Valois                          | Oise                    | Hauts-de-France            | classé     | « PA00114533 », notice no PA00114533 | 49° 17′ 03″ nord, 2° 59′ 26″ est   |       |
| Croix de cimetière de Boutencourt                                                          | Boutencourt                                 | Oise                    | Hauts-de-France            | classé     | « PA00114546 », notice no PA00114546 | 49° 19′ 09″ nord, 1° 51′ 45″ est   |       |
| Église Saint-Michel-et-Saint-Vaast de Catenoy                                              | Catenoy                                     | Oise                    | Hauts-de-France            | classé     | « PA00114564 », notice no PA00114564 | 49° 22′ 02″ nord, 2° 30′ 38″ est   |       |
| Église Saint-Jean-Baptiste de Chaumont-en-Vexin                                            | Chaumont-en-Vexin                           | Oise                    | Hauts-de-France            | classé     | « PA00114586 », notice no PA00114586 | 49° 15′ 50″ nord, 1° 52′ 53″ est   |       |
| Église Notre-Dame de Couloisy                                                              | Couloisy                                    | Oise                    | Hauts-de-France            | classé     | « PA00114645 », notice no PA00114645 | 49° 24′ 03″ nord, 3° 01′ 55″ est   |       |
| Église Saint-Martin de Cuise-la-Motte                                                      | Cuise-la-Motte                              | Oise                    | Hauts-de-France            | classé     | « PA00114673 », notice no PA00114673 | 49° 23′ 08″ nord, 3° 00′ 39″ est   |       |
| Église Notre-Dame d'Élincourt-Sainte-Marguerite                                            | Élincourt-Sainte-Marguerite                 | Oise                    | Hauts-de-France            | classé     | « PA00114676 », notice no PA00114676 | 49° 31′ 33″ nord, 2° 48′ 57″ est   |       |
| Église Saint-Lucien de Montmille                                                           | Fouquenies                                  | Oise                    | Hauts-de-France            | classé     | « PA00114695 », notice no PA00114695 | 49° 28′ 00″ nord, 2° 02′ 27″ est   |       |
| Église Sainte-Marguerite de Glaignes                                                       | Glaignes                                    | Oise                    | Hauts-de-France            | classé     | « PA00114704 », notice no PA00114704 | 49° 16′ 10″ nord, 2° 50′ 51″ est   |       |
| Église Saint-Martin de Montjavoult                                                         | Montjavoult                                 | Oise                    | Hauts-de-France            | classé     | « PA00114757 », notice no PA00114757 | 49° 12′ 53″ nord, 1° 47′ 02″ est   |       |
| Commanderie de Neuilly-sous-Clermont                                                       | Neuilly-sous-Clermont                       | Oise                    | Hauts-de-France            | classé     | « PA00114774 », notice no PA00114774 | 49° 20′ 45″ nord, 2° 24′ 48″ est   |       |
| Église Saint-Josse de Parnes                                                               | Parnes                                      | Oise                    | Hauts-de-France            | classé     | « PA00114802 », notice no PA00114802 | 49° 12′ 13″ nord, 1° 44′ 15″ est   |       |
| Église Saint-Jean-Baptiste de Plessis-de-Roye                                              | Plessis-de-Roye                             | Oise                    | Hauts-de-France            | classé     | « PA00114812 », notice no PA00114812 | 49° 34′ 43″ nord, 2° 49′ 50″ est   |       |
| Église Saint-Martin de Roye-sur-Matz                                                       | Roye-sur-Matz                               | Oise                    | Hauts-de-France            | classé     | « PA00114845 », notice no PA00114845 | 49° 35′ 37″ nord, 2° 46′ 24″ est   |       |
| Église Saint-Jean-Baptiste de Saint-Léger-aux-Bois                                         | Saint-Léger-aux-Bois                        | Oise                    | Hauts-de-France            | classé     | « PA00114864 », notice no PA00114864 | 49° 28′ 50″ nord, 2° 57′ 19″ est   |       |
| Église Saint-Aubin de Sommereux                                                            | Sommereux                                   | Oise                    | Hauts-de-France            | classé     | « PA00114914 », notice no PA00114914 | 49° 40′ 50″ nord, 1° 59′ 34″ est   |       |
| Église Saint-Ouen de Therdonne                                                             | Therdonne                                   | Oise                    | Hauts-de-France            | classé     | « PA00114917 », notice no PA00114917 | 49° 25′ 18″ nord, 2° 08′ 42″ est   |       |
| Tribunal de commerce                                                                       | Alençon                                     | Orne                    | Normandie                  | classé     | « PA00110712 », notice no PA00110712 | 48° 25′ 49″ nord, 0° 05′ 18″ est   |       |
| Église Saint-André d'Exmes                                                                 | Exmes                                       | Orne                    | Normandie                  | classé     | « PA00110803 », notice no PA00110803 | 48° 45′ 36″ nord, 0° 10′ 39″ est   |       |
| Musée de Balzac                                                                            | 16e arrondissement de Paris                 | Paris                   | Île-de-France              | classé     | « PA00086709 », notice no PA00086709 | 48° 51′ 19″ nord, 2° 16′ 51″ est   |       |
| Église Notre-Dame de Calais                                                                | Calais                                      | Pas-de-Calais           | Hauts-de-France            | classé     | « PA00108246 », notice no PA00108246 | 50° 57′ 30″ nord, 1° 51′ 11″ est   |       |
| Église Saint-Sauveur d'Ham-en-Artois                                                       | Ham-en-Artois                               | Pas-de-Calais           | Hauts-de-France            | classé     | « PA00108301 », notice no PA00108301 | 50° 27′ 50″ nord, 1° 45′ 48″ est   |       |
| Église Saint-Denis de Hesdigneul-lès-Béthune                                               | Hesdigneul-lès-Béthune                      | Pas-de-Calais           | Hauts-de-France            | classé     | « PA00108306 », notice no PA00108306 | 50° 30′ 00″ nord, 2° 35′ 45″ est   |       |
| Église Sainte-Isbergue d'Isbergues                                                         | Isbergues                                   | Pas-de-Calais           | Hauts-de-France            | classé     | « PA00108323 », notice no PA00108323 | 50° 37′ 28″ nord, 2° 27′ 09″ est   |       |
| Église Saint-Lambert de Lambres                                                            | Lambres                                     | Pas-de-Calais           | Hauts-de-France            | classé     | « PA00108327 », notice no PA00108327 | 50° 36′ 52″ nord, 2° 23′ 54″ est   |       |
| Église Saint-Amé de Lestrem                                                                | Lestrem                                     | Pas-de-Calais           | Hauts-de-France            | classé     | « PA00108329 », notice no PA00108329 | 50° 37′ 22″ nord, 2° 41′ 06″ est   |       |
| Citadelle de Montreuil                                                                     | Montreuil                                   | Pas-de-Calais           | Hauts-de-France            | classé     | « PA00108354 », notice no PA00108354 | 50° 28′ 01″ nord, 1° 45′ 36″ est   |       |
| Église Saint-Martin de Réty                                                                | Réty                                        | Pas-de-Calais           | Hauts-de-France            | classé     | « PA00108383 », notice no PA00108383 | 50° 47′ 52″ nord, 1° 46′ 26″ est   |       |
| Église Saint-Michel du Wast                                                                | Le Wast                                     | Pas-de-Calais           | Hauts-de-France            | classé     | « PA00108439 », notice no PA00108439 | 50° 45′ 00″ nord, 1° 48′ 09″ est   |       |
| Église Saint-Fargheon de Bourg-Lastic                                                      | Bourg-Lastic                                | Puy-de-Dôme             | Auvergne-Rhône-Alpes       | classé     | « PA00091921 », notice no PA00091921 | 45° 38′ 53″ nord, 2° 33′ 31″ est   |       |
| Croix de chemin d'Enval                                                                    | Enval                                       | Puy-de-Dôme             | Auvergne-Rhône-Alpes       | classé     | « PA00092121 », notice no PA00092121 | 45° 54′ 06″ nord, 3° 02′ 57″ est   |       |
| Croix de Marsat                                                                            | Marsat                                      | Puy-de-Dôme             | Auvergne-Rhône-Alpes       | classé     | « PA00092175 », notice no PA00092175 | 45° 52′ 35″ nord, 3° 05′ 01″ est   |       |
| Fontaine d'Adam et Ève                                                                     | Riom                                        | Puy-de-Dôme             | Auvergne-Rhône-Alpes       | classé     | « PA00092271 », notice no PA00092271 | 45° 53′ 35″ nord, 3° 06′ 37″ est   |       |
| Maison                                                                                     | Riom                                        | Puy-de-Dôme             | Auvergne-Rhône-Alpes       | classé     | « PA00092323 », notice no PA00092323 | 45° 53′ 36″ nord, 3° 06′ 37″ est   |       |
| Château-Rocher                                                                             | Saint-Rémy-de-Blot                          | Puy-de-Dôme             | Auvergne-Rhône-Alpes       | classé     | « PA00092385 », notice no PA00092385 | 46° 05′ 21″ nord, 2° 55′ 42″ est   |       |
| Commanderie de Caubin                                                                      | Arthez-de-Béarn                             | Pyrénées-Atlantiques    | Nouvelle-Aquitaine         | classé     | « PA00084319 », notice no PA00084319 | 43° 27′ 20″ nord, 0° 35′ 57″ ouest |       |
| Église Sainte-Marie-Madeleine de L'Hôpital-d'Orion                                         | L'Hôpital-d'Orion                           | Pyrénées-Atlantiques    | Nouvelle-Aquitaine         | classé     | « PA00084397 », notice no PA00084397 | 43° 26′ 14″ nord, 0° 50′ 50″ ouest |       |
| Église Saint-Girons de Monein                                                              | Monein                                      | Pyrénées-Atlantiques    | Nouvelle-Aquitaine         | classé     | « PA00084450 », notice no PA00084450 | 43° 19′ 21″ nord, 0° 34′ 45″ ouest |       |
| Église Saint-Jean-Baptiste de Saint-Gladie-Arrive-Munein                                   | Saint-Gladie-Arrive-Munein                  | Pyrénées-Atlantiques    | Nouvelle-Aquitaine         | classé     | « PA00084493 », notice no PA00084493 | 43° 22′ 51″ nord, 0° 55′ 59″ ouest |       |
| Église Sainte-Nativité-Notre-Dame de Formiguères                                           | Formiguères                                 | Pyrénées-Orientales     | Occitanie                  | classé     | « PA00104029 », notice no PA00104029 | 42° 36′ 51″ nord, 2° 06′ 11″ est   |       |
| Église des Carmes                                                                          | Perpignan                                   | Pyrénées-Orientales     | Occitanie                  | classé     | « PA00104073 », notice no PA00104073 | 42° 41′ 47″ nord, 2° 54′ 02″ est   |       |
| Palais des rois de Majorque                                                                | Perpignan                                   | Pyrénées-Orientales     | Occitanie                  | classé     | « PA00104069 », notice no PA00104069 | 42° 41′ 38″ nord, 2° 53′ 45″ est   |       |
| Temple du Change                                                                           | 5e arrondissement                           | Rhône                   | Auvergne-Rhône-Alpes       | classé     | « PA00117989 », notice no PA00117989 | 45° 45′ 52″ nord, 4° 49′ 40″ est   |       |
| Église Notre-Dame-de-l'Assomption d'Ameugny                                                | Ameugny                                     | Saône-et-Loire          | Bourgogne-Franche-Comté    | classé     | « PA00113069 », notice no PA00113069 | 46° 31′ 34″ nord, 4° 40′ 40″ est   |       |
| Église Saint-Pons de Baugy                                                                 | Baugy                                       | Saône-et-Loire          | Bourgogne-Franche-Comté    | classé     | « PA00113109 », notice no PA00113109 | 46° 17′ 50″ nord, 4° 01′ 39″ est   |       |
| Église Saint-Hippolyte de Bonnay                                                           | Bonnay                                      | Saône-et-Loire          | Bourgogne-Franche-Comté    | classé     | « PA00113123 », notice no PA00113123 | 46° 33′ 03″ nord, 4° 37′ 18″ est   |       |
| Maison des Quatre Saisons                                                                  | Chalon-sur-Saône                            | Saône-et-Loire          | Bourgogne-Franche-Comté    | classé     | « PA00113167 », notice no PA00113167 | 46° 46′ 52″ nord, 4° 51′ 23″ est   |       |
| Maison romane                                                                              | Cluny                                       | Saône-et-Loire          | Bourgogne-Franche-Comté    | classé     | « PA00113237 », notice no PA00113237 | 46° 26′ 09″ nord, 4° 39′ 21″ est   |       |
| Église Saint-Barthélémy de Farges-lès-Mâcon                                                | Farges-lès-Mâcon                            | Saône-et-Loire          | Bourgogne-Franche-Comté    | classé     | « PA00113276 », notice no PA00113276 | 46° 30′ 44″ nord, 4° 53′ 55″ est   |       |
| Église Saints-Pierre-et-Paul de Givry                                                      | Givry                                       | Saône-et-Loire          | Bourgogne-Franche-Comté    | classé     | « PA00113287 », notice no PA00113287 | 46° 46′ 55″ nord, 4° 44′ 45″ est   |       |
| Église Saint-Marcel d'Iguerande                                                            | Iguerande                                   | Saône-et-Loire          | Bourgogne-Franche-Comté    | classé     | « PA00113297 », notice no PA00113297 | 46° 12′ 33″ nord, 4° 04′ 40″ est   |       |
| Église Saint-Blaise de Mazille                                                             | Mazille                                     | Saône-et-Loire          | Bourgogne-Franche-Comté    | classé     | « PA00113351 », notice no PA00113351 | 46° 23′ 49″ nord, 4° 36′ 19″ est   |       |
| Église Saint-Symphorien de Touches                                                         | Mercurey                                    | Saône-et-Loire          | Bourgogne-Franche-Comté    | classé     | « PA00113359 », notice no PA00113359 | 46° 49′ 46″ nord, 4° 42′ 55″ est   |       |
| Maison à pans de bois                                                                      | Mervans                                     | Saône-et-Loire          | Bourgogne-Franche-Comté    | classé     | « PA00113361 », notice no PA00113361 | 46° 48′ 00″ nord, 5° 11′ 25″ est   |       |
| Église Saint-Vincent de Mont-Saint-Vincent                                                 | Mont-Saint-Vincent                          | Saône-et-Loire          | Bourgogne-Franche-Comté    | classé     | « PA00113365 », notice no PA00113365 | 46° 37′ 56″ nord, 4° 28′ 49″ est   |       |
| Église Saint-Vincent de Saint-Vincent-des-Prés                                             | Saint-Vincent-des-Prés                      | Saône-et-Loire          | Bourgogne-Franche-Comté    | classé     | « PA00113461 », notice no PA00113461 | 46° 28′ 28″ nord, 4° 33′ 43″ est   |       |
| Chapelle Notre-Dame de Saint-Yan                                                           | Saint-Yan                                   | Saône-et-Loire          | Bourgogne-Franche-Comté    | classé     | « PA00113463 », notice no PA00113463 | 46° 24′ 55″ nord, 4° 02′ 14″ est   |       |
| Église Saint-Pierre de Saisy                                                               | Saisy                                       | Saône-et-Loire          | Bourgogne-Franche-Comté    | classé     | « PA00113464 », notice no PA00113464 | 46° 57′ 38″ nord, 4° 32′ 54″ est   |       |
| Église Sainte-Marie-Madeleine de Taizé                                                     | Taizé                                       | Saône-et-Loire          | Bourgogne-Franche-Comté    | classé     | « PA00113486 », notice no PA00113486 | 46° 30′ 48″ nord, 4° 40′ 38″ est   |       |
| Église Saint-Pierre d'Uchizy                                                               | Uchizy                                      | Saône-et-Loire          | Bourgogne-Franche-Comté    | classé     | « PA00113515 », notice no PA00113515 | 46° 30′ 12″ nord, 4° 53′ 03″ est   |       |
| Église Saint-Martin de Luché                                                               | Luché-Pringé                                | Sarthe                  | Pays de la Loire           | classé     | « PA00109782 », notice no PA00109782 | 47° 42′ 10″ nord, 0° 04′ 32″ est   |       |
| Maison d'Adam et Ève                                                                       | Le Mans                                     | Sarthe                  | Pays de la Loire           | classé     | « PA00109831 », notice no PA00109831 | 48° 00′ 28″ nord, 0° 11′ 47″ est   |       |
| Musée de la Reine Bérengère                                                                | Le Mans                                     | Sarthe                  | Pays de la Loire           | classé     | « PA00109841 », notice no PA00109841 | 48° 00′ 32″ nord, 0° 11′ 52″ est   |       |
| Petit Palais de Conflans                                                                   | Albertville                                 | Savoie                  | Auvergne-Rhône-Alpes       | classé     | « PA00118181 », notice no PA00118181 | 45° 40′ 15″ nord, 6° 23′ 49″ est   |       |
| Église Saint-Martin d'Égreville                                                            | Égreville                                   | Seine-et-Marne          | Île-de-France              | classé     | « PA00086947 », notice no PA00086947 | 48° 10′ 34″ nord, 2° 52′ 18″ est   |       |
| Château                                                                                    | Fontainebleau                               | Seine-et-Marne          | Île-de-France              | classé     | « PA00086975 », notice no PA00086975 | 48° 24′ 07″ nord, 2° 41′ 53″ est   |       |
| Église Saint-Georges de Lizines                                                            | Lizines                                     | Seine-et-Marne          | Île-de-France              | classé     | « PA00087061 », notice no PA00087061 | 48° 31′ 39″ nord, 3° 10′ 42″ est   |       |
| Église Saint-Menge de Lourps                                                               | Longueville                                 | Seine-et-Marne          | Île-de-France              | classé     | « PA00087063 », notice no PA00087063 | 48° 30′ 33″ nord, 3° 13′ 43″ est   |       |
| Séminaire de Meaux                                                                         | Meaux                                       | Seine-et-Marne          | Île-de-France              | classé     | « PA00087094 », notice no PA00087094 | 48° 57′ 34″ nord, 2° 52′ 29″ est   |       |
| Église Saint-Ayoul                                                                         | Provins                                     | Seine-et-Marne          | Île-de-France              | classé     | « PA00087196 », notice no PA00087196 | 48° 33′ 38″ nord, 3° 18′ 12″ est   |       |
| Pierre aux Prêtres                                                                         | Tousson                                     | Seine-et-Marne          | Île-de-France              | classé     | « PA00087300 », notice no PA00087300 | 48° 21′ 32″ nord, 2° 27′ 14″ est   |       |
| Croix des Blanques                                                                         | Alvimare                                    | Seine-Maritime          | Normandie                  | classé     | « PA00100538 », notice no PA00100538 | 49° 36′ 43″ nord, 0° 38′ 28″ est   |       |
| Croix de cimetière de Butot                                                                | Butot                                       | Seine-Maritime          | Normandie                  | classé     | « PA00100587 », notice no PA00100587 | 49° 36′ 55″ nord, 1° 01′ 41″ est   |       |
| Croix de carrefour de La Crique                                                            | La Crique                                   | Seine-Maritime          | Normandie                  | classé     | « PA00100611 », notice no PA00100611 | 49° 41′ 09″ nord, 1° 12′ 16″ est   |       |
| Croix de cimetière de Fultot                                                               | Fultot                                      | Seine-Maritime          | Normandie                  | classé     | « PA00100669 », notice no PA00100669 | 49° 45′ 32″ nord, 0° 47′ 13″ est   |       |
| Croix de cimetière de Limpiville                                                           | Limpiville                                  | Seine-Maritime          | Normandie                  | classé     | « PA00100734 », notice no PA00100734 | 49° 41′ 25″ nord, 0° 30′ 15″ est   |       |
| Croix de cimetière de La Londe                                                             | La Londe                                    | Seine-Maritime          | Normandie                  | classé     | « PA00100738 », notice no PA00100738 | 49° 17′ 59″ nord, 0° 57′ 18″ est   |       |
| Croix de cimetière de Saint-Germain-des-Essourts                                           | Saint-Germain-des-Essourts                  | Seine-Maritime          | Normandie                  | classé     | « PA00101029 », notice no PA00101029 | 49° 32′ 17″ nord, 1° 19′ 16″ est   |       |
| Croix de village de Saint-Romain-de-Colbosc                                                | Saint-Romain-de-Colbosc                     | Seine-Maritime          | Normandie                  | classé     | « PA00101047 », notice no PA00101047 | 49° 31′ 49″ nord, 0° 21′ 24″ est   |       |
| Croix de cimetière de Sasseville                                                           | Sasseville                                  | Seine-Maritime          | Normandie                  | classé     | « PA00101059 », notice no PA00101059 | 49° 47′ 16″ nord, 0° 40′ 49″ est   |       |
| Croix de cimetière de Sotteville-sous-le-Val                                               | Sotteville-sous-le-Val                      | Seine-Maritime          | Normandie                  | classé     | « PA00101062 », notice no PA00101062 | 49° 19′ 11″ nord, 1° 07′ 31″ est   |       |
| Croix de cimetière de Toussaint                                                            | Toussaint                                   | Seine-Maritime          | Normandie                  | classé     | « PA00101066 », notice no PA00101066 | 49° 44′ 15″ nord, 0° 25′ 22″ est   |       |
| Croix du Tréport                                                                           | Le Tréport                                  | Seine-Maritime          | Normandie                  | classé     | « PA00101068 », notice no PA00101068 | 50° 03′ 34″ nord, 1° 22′ 20″ est   |       |
| Église Saint-Martin de Vatteville-la-Rue                                                   | Vatteville-la-Rue                           | Seine-Maritime          | Normandie                  | classé     | « PA00101081 », notice no PA00101081 | 49° 29′ 27″ nord, 0° 41′ 05″ est   |       |
| Église Saint-Aubin de Virville                                                             | Virville                                    | Seine-Maritime          | Normandie                  | classé     | « PA00101090 », notice no PA00101090 | 49° 35′ 30″ nord, 0° 21′ 13″ est   |       |
| Croix de cimetière de Vittefleur                                                           | Vittefleur                                  | Seine-Maritime          | Normandie                  | classé     | « PA00101091 », notice no PA00101091 | 49° 49′ 03″ nord, 0° 38′ 15″ est   |       |
| Église Saint-Pierre-et-Saint-Paul                                                          | Montreuil                                   | Seine-Saint-Denis       | Île-de-France              | classé     | « PA00079938 », notice no PA00079938 | 48° 51′ 49″ nord, 2° 26′ 40″ est   |       |
| Église Sainte-Baudile                                                                      | Neuilly-sur-Marne                           | Seine-Saint-Denis       | Île-de-France              | classé     | « PA00079940 », notice no PA00079940 | 48° 51′ 22″ nord, 2° 31′ 57″ est   |       |
| Église Saint-Martin de Cocquerel                                                           | Cocquerel                                   | Somme                   | Hauts-de-France            | classé     | « PA00116118 », notice no PA00116118 | 50° 02′ 42″ nord, 1° 57′ 03″ est   |       |
| Église Saint-Léger de Lucheux                                                              | Lucheux                                     | Somme                   | Hauts-de-France            | classé     | « PA00116195 », notice no PA00116195 | 50° 11′ 46″ nord, 2° 24′ 18″ est   |       |
| Fontaine des Pisseurs                                                                      | Lacaune                                     | Tarn                    | Occitanie                  | classé     | « PA00095578 », notice no PA00095578 | 43° 42′ 23″ nord, 2° 41′ 23″ est   |       |
| Église Notre-Dame-de-Lasplanques de Tanus                                                  | Tanus                                       | Tarn                    | Occitanie                  | classé     | « PA00095649 », notice no PA00095649 | 44° 07′ 32″ nord, 2° 17′ 04″ est   |       |
| Immeuble                                                                                   | Montauban                                   | Tarn-et-Garonne         | Occitanie                  | classé     | « PA00095809 », notice no PA00095809 | 44° 01′ 04″ nord, 1° 21′ 14″ est   |       |
| Immeuble                                                                                   | Montauban                                   | Tarn-et-Garonne         | Occitanie                  | classé     | « PA00095816 », notice no PA00095816 | 44° 01′ 04″ nord, 1° 21′ 16″ est   |       |
| Immeuble                                                                                   | Montauban                                   | Tarn-et-Garonne         | Occitanie                  | classé     | « PA00095818 », notice no PA00095818 | 44° 01′ 04″ nord, 1° 21′ 17″ est   |       |
| Immeuble                                                                                   | Montauban                                   | Tarn-et-Garonne         | Occitanie                  | classé     | « PA00095826 », notice no PA00095826 | 44° 01′ 02″ nord, 1° 21′ 16″ est   |       |
| Immeuble                                                                                   | Montauban                                   | Tarn-et-Garonne         | Occitanie                  | classé     | « PA00095810 », notice no PA00095810 | 44° 01′ 04″ nord, 1° 21′ 14″ est   |       |
| Immeuble                                                                                   | Montauban                                   | Tarn-et-Garonne         | Occitanie                  | classé     | « PA00095820 », notice no PA00095820 | 44° 01′ 03″ nord, 1° 21′ 17″ est   |       |
| Immeuble                                                                                   | Montauban                                   | Tarn-et-Garonne         | Occitanie                  | classé     | « PA00095825 », notice no PA00095825 | 44° 01′ 02″ nord, 1° 21′ 16″ est   |       |
| Immeuble                                                                                   | Montauban                                   | Tarn-et-Garonne         | Occitanie                  | classé     | « PA00095813 », notice no PA00095813 | 44° 01′ 05″ nord, 1° 21′ 15″ est   |       |
| Immeuble                                                                                   | Montauban                                   | Tarn-et-Garonne         | Occitanie                  | classé     | « PA00095819 », notice no PA00095819 | 44° 01′ 03″ nord, 1° 21′ 17″ est   |       |
| Immeuble                                                                                   | Montauban                                   | Tarn-et-Garonne         | Occitanie                  | classé     | « PA00095823 », notice no PA00095823 | 44° 01′ 02″ nord, 1° 21′ 17″ est   |       |
| Immeuble                                                                                   | Montauban                                   | Tarn-et-Garonne         | Occitanie                  | classé     | « PA00095815 », notice no PA00095815 | 44° 01′ 04″ nord, 1° 21′ 16″ est   |       |
| Immeuble                                                                                   | Montauban                                   | Tarn-et-Garonne         | Occitanie                  | classé     | « PA00095824 », notice no PA00095824 | 44° 01′ 02″ nord, 1° 21′ 16″ est   |       |
| Église Saint-Saturnin de Nohic                                                             | Nohic                                       | Tarn-et-Garonne         | Occitanie                  | classé     | « PA00095847 », notice no PA00095847 | 43° 53′ 34″ nord, 1° 26′ 13″ est   |       |
| Château, actuellement musée d'Art et d'Histoire, et enceinte urbaine                       | Belfort                                     | Territoire de Belfort   | Bourgogne-Franche-Comté    | classé     | « PA00101142 », notice no PA00101142 | 47° 38′ 11″ nord, 6° 51′ 54″ est   |       |
| Hôtel-Dieu du Bellay-en-Vexin                                                              | Le Bellay-en-Vexin                          | Val-d'Oise              | Île-de-France              | classé     | « PA00080002 », notice no PA00080002 | 49° 09′ 04″ nord, 1° 53′ 13″ est   |       |
| Église Saint-Christophe de Cergy                                                           | Cergy                                       | Val-d'Oise              | Île-de-France              | classé     | « PA00080012 », notice no PA00080012 | 49° 02′ 00″ nord, 2° 03′ 42″ est   |       |
| Église Sainte-Marie-Madeleine de Domont                                                    | Domont                                      | Val-d'Oise              | Île-de-France              | classé     | « PA00080040 », notice no PA00080040 | 49° 01′ 36″ nord, 2° 19′ 35″ est   |       |
| Église Saint-Étienne de Fosses                                                             | Fosses                                      | Val-d'Oise              | Île-de-France              | classé     | « PA00080058 », notice no PA00080058 | 49° 05′ 44″ nord, 2° 29′ 19″ est   |       |
| Église Saint-Georges de Ronquerolles                                                       | Ronquerolles                                | Val-d'Oise              | Île-de-France              | classé     | « PA00080187 », notice no PA00080187 | 49° 10′ 04″ nord, 2° 13′ 10″ est   |       |
| Église Saint-Saturnin                                                                      | Champigny-sur-Marne                         | Val-de-Marne            | Île-de-France              | classé     | « PA00079858 », notice no PA00079858 | 48° 48′ 42″ nord, 2° 30′ 41″ est   |       |
| Chapelle de Plan-d'Aups-Sainte-Baume                                                       | Plan-d'Aups-Sainte-Baume                    | Var                     | Provence-Alpes-Côte d'Azur | classé     | « PA00081688 », notice no PA00081688 | 43° 19′ 47″ nord, 5° 42′ 52″ est   |       |
| Porte Saint-Gilles                                                                         | Pernes-les-Fontaines                        | Vaucluse                | Provence-Alpes-Côte d'Azur | classé     | « PA00082126 », notice no PA00082126 | 43° 59′ 51″ nord, 5° 03′ 43″ est   |       |
| Hôtel de Simiane                                                                           | Valréas                                     | Vaucluse                | Provence-Alpes-Côte d'Azur | classé     | « PA00082196 », notice no PA00082196 | 44° 23′ 00″ nord, 4° 59′ 24″ est   |       |
| Église Notre-Dame-de-l'Assomption                                                          | Angles                                      | Vendée                  | Pays de la Loire           | classé     | « PA00110015 », notice no PA00110015 | 46° 24′ 30″ nord, 1° 24′ 12″ ouest |       |
| Église Sainte-Eulalie de Benet                                                             | Benet                                       | Vendée                  | Pays de la Loire           | classé     | « PA00110039 », notice no PA00110039 | 46° 21′ 58″ nord, 0° 35′ 51″ ouest |       |
| Château de Boismorand                                                                      | Antigny                                     | Vienne                  | Nouvelle-Aquitaine         | classé     | « PA00105329 », notice no PA00105329 | 46° 31′ 22″ nord, 0° 50′ 45″ est   |       |
| Église Notre-Dame d'Antigny                                                                | Antigny                                     | Vienne                  | Nouvelle-Aquitaine         | classé     | « PA00105330 », notice no PA00105330 | 46° 32′ 12″ nord, 0° 51′ 17″ est   |       |
| Pont Henri-IV                                                                              | Châtellerault                               | Vienne                  | Nouvelle-Aquitaine         | classé     | « PA00105404 », notice no PA00105404 | 46° 48′ 59″ nord, 0° 32′ 22″ est   |       |
| Commanderie d'Auzon                                                                        | Châtellerault                               | Vienne                  | Nouvelle-Aquitaine         | classé     | « PA00105398 », notice no PA00105398 | 46° 47′ 50″ nord, 0° 32′ 35″ est   |       |
| Église Saint-Gervais-et-Saint-Protais de Civaux                                            | Civaux                                      | Vienne                  | Nouvelle-Aquitaine         | classé     | « PA00105426 », notice no PA00105426 | 46° 26′ 38″ nord, 0° 39′ 51″ est   |       |
| Église Saint-Hilaire de Jardres                                                            | Jardres                                     | Vienne                  | Nouvelle-Aquitaine         | classé     | « PA00105470 », notice no PA00105470 | 46° 34′ 15″ nord, 0° 33′ 55″ est   |       |
| Église Saint-Antoine de Saint-Sauveur                                                      | Saint-Sauveur                               | Vienne                  | Nouvelle-Aquitaine         | classé     | « PA00105710 », notice no PA00105710 | 46° 48′ 31″ nord, 0° 37′ 22″ est   |       |
| Église Saint-Nicolas                                                                       | Charmes                                     | Vosges                  | Grand Est                  | classé     | « PA00107104 », notice no PA00107104 | 48° 22′ 16″ nord, 6° 17′ 41″ est   |       |
| Croix de chemin                                                                            | Malaincourt                                 | Vosges                  | Grand Est                  | classé     | « PA00107195 », notice no PA00107195 | 48° 13′ 15″ nord, 5° 45′ 41″ est   |       |
| Église Saint-Pierre-aux-Liens                                                              | Martinvelle                                 | Vosges                  | Grand Est                  | classé     | « PA00107198 », notice no PA00107198 | 47° 58′ 32″ nord, 5° 59′ 58″ est   |       |
| Halles                                                                                     | Mirecourt                                   | Vosges                  | Grand Est                  | classé     | « PA00107204 », notice no PA00107204 | 48° 18′ 01″ nord, 6° 08′ 02″ est   |       |
| Abbaye de Moyenmoutier                                                                     | Moyenmoutier                                | Vosges                  | Grand Est                  | classé     | « PA00107210 », notice no PA00107210 | 48° 22′ 43″ nord, 6° 54′ 46″ est   |       |
| Croix de chemin                                                                            | Saint-Ouen-lès-Parey                        | Vosges                  | Grand Est                  | classé     | « PA00107291 », notice no PA00107291 | 48° 10′ 51″ nord, 5° 45′ 35″ est   |       |
| Église Saint-Sulpice                                                                       | Ville-sur-Illon                             | Vosges                  | Grand Est                  | classé     | « PA00107313 », notice no PA00107313 | 48° 10′ 45″ nord, 6° 12′ 41″ est   |       |
| Pierre-Fitte                                                                               | Aillant-sur-Tholon                          | Yonne                   | Bourgogne-Franche-Comté    | classé     | « PA00113568 », notice no PA00113568 | 47° 51′ 44″ nord, 3° 18′ 49″ est   |       |
| Église de Collan                                                                           | Collan                                      | Yonne                   | Bourgogne-Franche-Comté    | classé     | « PA00113651 », notice no PA00113651 | 47° 50′ 34″ nord, 3° 52′ 33″ est   |       |
| Église de Gigny                                                                            | Gigny                                       | Yonne                   | Bourgogne-Franche-Comté    | classé     | « PA00113692 », notice no PA00113692 | 47° 49′ 00″ nord, 4° 17′ 36″ est   |       |
| Église Saint-Jean de Joigny                                                                | Joigny                                      | Yonne                   | Bourgogne-Franche-Comté    | classé     | « PA00113703 », notice no PA00113703 | 47° 58′ 58″ nord, 3° 23′ 54″ est   |       |
| Église de Ravières                                                                         | Ravières                                    | Yonne                   | Bourgogne-Franche-Comté    | classé     | « PA00113798 », notice no PA00113798 | 47° 44′ 06″ nord, 4° 13′ 39″ est   |       |
| Église de Saint-Aubin-sur-Yonne                                                            | Saint-Aubin-sur-Yonne                       | Yonne                   | Bourgogne-Franche-Comté    | classé     | « PA00113804 », notice no PA00113804 | 48° 00′ 06″ nord, 3° 20′ 39″ est   |       |
| Église de Sainte-Colombe-sur-Loing                                                         | Sainte-Colombe-sur-Loing                    | Yonne                   | Bourgogne-Franche-Comté    | classé     | « PA00113807 », notice no PA00113807 | 47° 34′ 12″ nord, 3° 14′ 08″ est   |       |
| Église de Turny                                                                            | Turny                                       | Yonne                   | Bourgogne-Franche-Comté    | classé     | « PA00113920 », notice no PA00113920 | 48° 02′ 06″ nord, 3° 44′ 50″ est   |       |
| Grande Écurie                                                                              | Versailles                                  | Yvelines                | Île-de-France              | classé     | « PA00087674 », notice no PA00087674 | 48° 48′ 14″ nord, 2° 07′ 42″ est   |       |